# John Kolsti
John Kolsti, född den 30 september 1935 i Boston i Massachusetts i USA, död den 30 november 2021, var en albansk forskare. John Kolsti är av sydalbanskt ursprung. Han inträde vid Harvard University 1956 och avlade doktorsexamen 1968. Han tjänstgjorde som professor i slaviska språk och litteratur vid University of Texas i Austin från 1966 till 2007. Han är känd för sitt faktaskrivande om albansk episk poesi.